# فرودگاه بروموف
فرودگاه بروموف (به انگلیسی: Broumov Airport) یک فرودگاه همگانی است که یک باند فرود سنگفرش دارد و طول باند آن ۹۱۴ متر است. این فرودگاه در شهر بروموف کشور جمهوری چک قرار دارد و در ارتفاع ۴۰۹ متری از سطح دریا واقع شده‌است.